# Ергачинское сельское поселение
Ергачинское се́льское поселе́ние — упразднённое муниципальное образование в Кунгурском районе Пермского края Российской Федерации. Имеет значительное радиоактивное загрязнение.
Административный центр — железнодорожная станция Ергач.

## География
Территория Ергачинского сельского поселения расположена в центральной части Кунгурского муниципального района Пермского края.

## История
Статус и границы сельского поселения установлены Законом Пермской области от 27 декабря 2004 года № 1987-436 «Об утверждении границ и о наделении статусом муниципальных образований Кунгурского района Пермской области»
Законом Пермского края от 9 декабря 2020 года упразднено 22 декабря 2020 года в связи с объединением Кунгура и Кунгурского муниципального района в Кунгурский муниципальный округ, все сельские поселения упразднены.

## Население
| 2010  | 2012  | 2013  | 2014  | 2015  | 2016  | 2017  |
| ----- | ----- | ----- | ----- | ----- | ----- | ----- |
| 2009  | ↗2028 | ↗2058 | ↗2110 | ↘2086 | ↘2054 | ↘1995 |
| 2018  | 2019  | 2020  | 2021  |       |       |       |
| ↘1953 | ↘1932 | ↘1914 | ↘1873 |       |       |       |

## Состав сельского поселения
| № | Населённый пункт | Тип населённого пункта                          | Население |
| - | ---------------- | ----------------------------------------------- | --------- |
| 1 | Ергач            | железнодорожная станция, административный центр | ↘1273     |
| 2 | Казаево          | деревня                                         | 427       |
| 3 | Казарма 1509 км  | населённый пункт                                | 0         |